# Пјацоло (Алесандрија)
Пјацоло (итал. Piazzolo) је насеље у Италији у округу Алесандрија, региону Пијемонт.
Према процени из 2011. у насељу је живело 73 становника. Насеље се налази на надморској висини од 131 м.